# Ewa Korczyńska
Ewa Maria Korczyńska, ps. „Ewa”, „Helka” (ur. 2 grudnia 1909 w Bieczu, zm. 13 stycznia 2001 w Poznaniu) – porucznik Armii Krajowej, członek honorowy Aeroklubu Polskiego.

## Życiorys
Urodziła się 2 grudnia 1909 w Bieczu, w rodzinie Edwarda i Jadwigi z Skórczewskich.
W 1931 została członkinią Przysposobienia Wojskowego Kobiet, a w następnym roku także Aeroklubu Poznańskiego. Latała na szybowcach i samolotach sportowych. Po wybuchu II wojny światowej, wysiedlona wraz z rodziną do Warszawy, została kurierem zagranicznym Odcinka „Południe” w Dziale Łączności Zagranicznej Oddziału V Komendy Głównej Armii Krajowej.
W powstaniu warszawskim kierowała służbą porządkową Wojskowej Służby Kobiet Obwodu Żoliborz AK. 14 września 1944 została ciężko ranna. Początkowo przebywała w szpitalu powstańczym przy ul. Krechowieckiej, a później została ewakuowana z innymi rannymi do Pruszkowa.
W grudniu 1953 została aresztowana, a następnie skazana za „działalność szpiegowską” na karę 15 lat więzienia, zwolniona po prawie 4 latach. W 1956 została zrehabilitowana. Przez wiele lat inwigilowana i nękana przez funkcjonariuszy Urzędu Bezpieczeństwa. Pracowała zawodowo jako wykładowca w Szkole Ekonomicznej w Poznaniu.
Zmarła 13 stycznia 2001 w Poznaniu. Została pochowana na Cmentarzu Junikowo w Poznaniu (pole 17, miejsce 14).

## Ordery i odznaczenia
- Krzyż Srebrny Orderu Wojennego Virtuti Militari[4]
- Krzyż Walecznych[4]
- Medal Komisji Edukacji Narodowej[1]